# Rjaženka
La rjažanka (in ucraino: ряжанка? trasl. rjažanka; in bielorusso: ражанка? trasl. ražanka; in russo ряженка? pron. [ˈrʲaʐɨnkə]); è un latticino costituito da latte bollito in forno e cagliato.
È un prodotto tipico di Ucraina, Bielorussia e Russia.